# Pierino Albini
Pour les articles homonymes, voir Albini.
Pierino Albini (né le 25 décembre 1885 à Arconate, dans la province de Milan en Lombardie et mort le 17 mars 1953 à Saronno) est un coureur cycliste italien du début du XXe siècle.

## Biographie
Pierino Albini court de 1905 à 1919, pour les équipes Turkheimer, Legnano, Atala et Louvet. Il a notamment signé trois victoires d'étape dans le Tour d'Italie entre 1910 et 1914, et une deuxième place dans l'édition de 1914. 

## Palmarès
- 1904
  - Dongo-Gera-Dongo
  - 2e de Pavie-Bologne
  - 2e de Rome-Naples-Rome

- 1905
  - Coppa Desio
  - Coppa Morbegno
  - Legnano-Gravellona-Legnano
  - 2e de la Coppa del Re

- 1906
  - Milan-Pavie-Lodi-Milan
  - Milan-Domodossola-Milan

- 1908
  - 2e du Tour de Sicile
  - 3e du championnat d'Italie sur route
  - 3e de la Corsa Vittorio Emanuele III

- 1910
  - Milan-Varèse
  - 4e étape du Tour d'Italie
  - 2e du Tour d'Émilie

- 1911
  - 2e du Tour de Romagne

- 1912
  - 3e du Tour d'Italie
  - 7e du Tour de Lombardie

- 1913
  - 2e du Tour de Romagne
  - 4e du Tour d'Italie

- 1914
  - 7e et 8e étapes du Tour d'Italie
  - 2e du Tour d'Italie

## Résultats sur les grands tours

### Tour d'Italie
- 1910 : abandon, vainqueur de la 4e étape
- 1912 : 3e en classement par équipe (ce Giro était uniquement dans le cadre d'un classement par équipe)
- 1913 : 4e, leader pendant 1 jour
- 1914 : 2e, vainqueur des 7e et 8e étapes

### Tour de France
- 1910 : 11e
- 1912 : abandon (15e étape)
- 1913 : abandon (6e étape)